# (31751) 1999 JF85
1999 JF85 (asteroide 31751) é um asteroide da cintura principal. Possui uma excentricidade de 0.16339840 e uma inclinação de 17.54572º.
Este asteroide foi descoberto no dia 14 de maio de 1999 por LINEAR em Socorro.